# روبرت تايلور (عداء)
روبرت تايلور (بالإنجليزية: Robert Taylor)‏ (و. 1948 – 2007 م) هو عداء سريع، ومنافس ألعاب قوى أمريكي، ولد في تايلر، شارك في الألعاب الأولمبية الصيفية 1972، مركز لعبه هو مستقبل واسع ‏، توفي في هيوستن، عن عمر يناهز 59 عاماً.

## التعليم
تعلم في جامعة جنوب تكساس.

## روابط خارجية
- روبرت تايلور على موقع الاتحاد الدولي لألعاب القوى (الإنجليزية)
- روبرت تايلور على موقع اللجنة الأولمبية الدولية (الإنجليزية)
- روبرت تايلور على موقع أوليمبيديا (الإنجليزية)